# Johann Franzel
Karl Faltis (10. června 1837 Duchcov – 4. listopadu 1904 Duchcov) byl rakouský politik německé národnosti z Čech, poslanec Českého zemského sněmu a starosta Duchcova.

## Biografie
Působil jako měšťan v Duchcově. V období let 1873–1900 zastával post starosty Duchcova. Od roku 1889 působil i jako okresní starosta. Do obecního zastupitelstva usedl poprvé roku 1864. Od roku 1867 byl městským radním a roku 1873 po smrti starosty Lorenze usedl do čela obecní samosprávy. V roce 1898 mu bylo uděleno čestné občanství u příležitosti 25 let výkonu starostenského úřadu. Coby německý národovec se dostával do konfliktů s místní českou menšinou. Mezi Čechy měl přezdívku čechožrout. Německý tisk v nekrologu uvedl, že Franzel trvale odmítal pokusy o čechizaci města. Hospodařil v Duchově na statku, který zdědil po otci.
V 90. letech se zapojil i do vysoké politiky. V doplňovacích zemských volbách v prosinci 1891 byl zvolen na Český zemský sněm, kde zastupoval kurii venkovských obcí, obvod Teplice, Duchcov, Bílina. Byl oficiálním kandidátem německého volebního výboru (tzv. Ústavní strana).
Jeho působení na pozici starosty ukončila roku 1900 nemoc, kvůli které se stáhl z politického života. V dubnu 1900 se uvádí, že Franzel pobývá v léčebném ústavu v Praze nebo u svého syna v Kaplici. Zemřel v listopadu 1904 po několikaleté nemoci. Příčinou smrti byl marasmus.